# Hoàng gia Romanov
Hoàng gia Romanov (tiếng Nga: Романовы. Венценосная семья / Romanov. Một gia đình đế vương) là một bộ phim điện ảnh lịch sử của đạo diễn Gleb Panfilov, trình chiếu năm 2000.

## Nội dung
Truyện phim mô tả giai đoạn cuối cùng trong cuộc đời Sa hoàng Nikolai II (Aleksandr Galibin) và gia đình. Thời điểm bắt đầu là sự kiện Cách mạng Tháng Hai cho đến khi tất cả bị thảm sát.

## Diễn viên
- Aleksandr Galibin... Sa hoàng Nikolai II
- Lynda Bellingham... Hoàng hậu Aleksandra Fyodorovna

## Ê-kíp
- Thiết kế sản xuất: Aleksandr Bojm, Vladimir Gudilin, Boris Messerer, Anatoly Panfilov
- Phục trang: Svetlana Titova
- Âm nhạc: Vadim Bibergan

## Vinh danh
- (2000) "Golden Aries" award for Best Production design (Aleksander Boim, Vladimir Gudilin, Anatoly Panfilov).
- (2001) International Moscow Human Rights Film Festival "Stalker". Directors Guild Award (Gleb Panfilov).
- (2003) St. Petersburg Governor’s prize for cinematic score (Vadim Bibergan).